# Lepraria multiacida
Lepraria multiacida är en lavart som beskrevs av Aptroot. Lepraria multiacida ingår i släktet Lepraria och familjen Stereocaulaceae.   Inga underarter finns listade i Catalogue of Life.